# Álvaro Fernández Suárez
Álvaro Fernández Suárez (Ribadeo, Espanha, 21 de dezembro de 1906 - Madrid, Espanha, 21 de agosto de 1990) foi um escritor e economista espanhol.
Dono de um estilo que reúne agudez e rigor, penetração analítica e elegância expressiva, Fernández Suárez se mostrou nos anos centrais do século XX como um escritor assombrosamente versátil que publicou quinze volumes em entidades culturais e editoriais de primeiras linha, além de centenas de artigos e ensaios em revistas prestigiosas. Cultivou a narração breve e o ensaio - gênero que lhe permitia compaginar o rigor lógico com ênfase, a intuição e as imagens poéticas - mas também a novela e o teatro.
Para contar a história da literatura não faltaram condições a Álvaro Fernández Suárez. Seus dotes de analista intelectual e narrador justificaram sobramente que este autor ocupasse um lugar privilegiado entre os grandes escritores hispanos do século XX. Mas, para além das condições literárias, outras condições foram menos favoráveis, por exemplo, a história política, em que falhou e lhe deixou afastado durante anos da Península.
Foi militante do Partido Republicano Presidencialista de Espanha, escrevendo nas páginas do periódico El Presidencialista.
Foi exilado quando da guerra civil espanhola em Uruguai e Argentina e retornou a Espanha na década de setenta e desempenhou seu labor de técnico comercial do Estado com prestígio que chegou a ocupar altos cargos técnicos do Ministério do Comercio apesar de nunca ter renunciado a ser republicano.

## Obras
- España. Su forma de gobierno en relación con su geografía y su psicología (1930)
- Futuro del Mundo Occidental (1933)
- El tiempo y el hoy
- El retablo de Maese Pedro
- Hermano Perro. México, 1942
- Se abre una puerta. Buenos Aires, 1953
- Los mitos del Quijote. Madrid, 1953
- España, árbol vivo. Madrid, 1960
- El camino y la vida. Madrid, 1965
- La ciénaga inútil. Madrid, 1968
- Los mitos agrarios. Madrid, 1977
- El pesimismo español. Barcelona, 1983